# Lipnice (Vintířov)

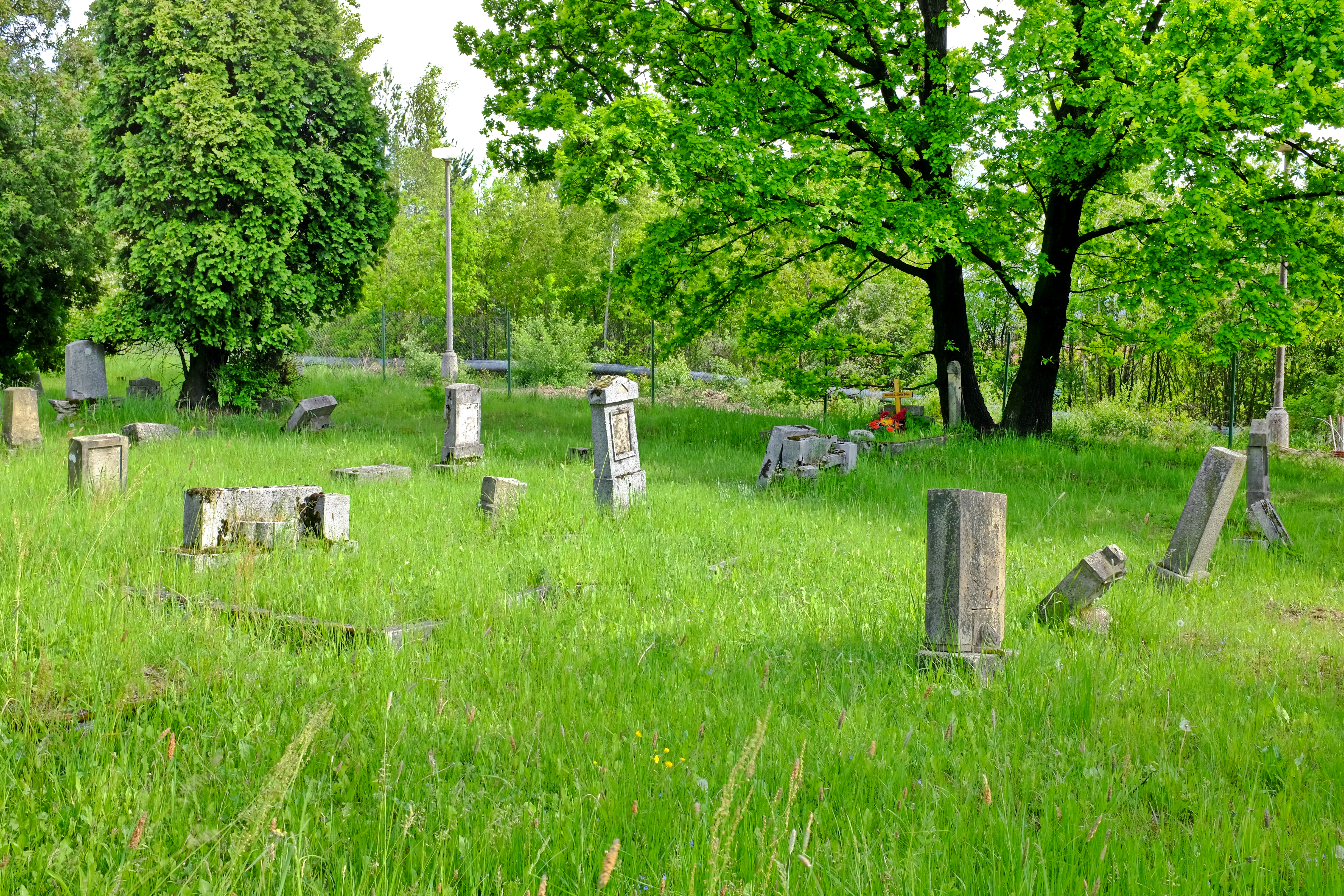
Ehemaliger Friedhof

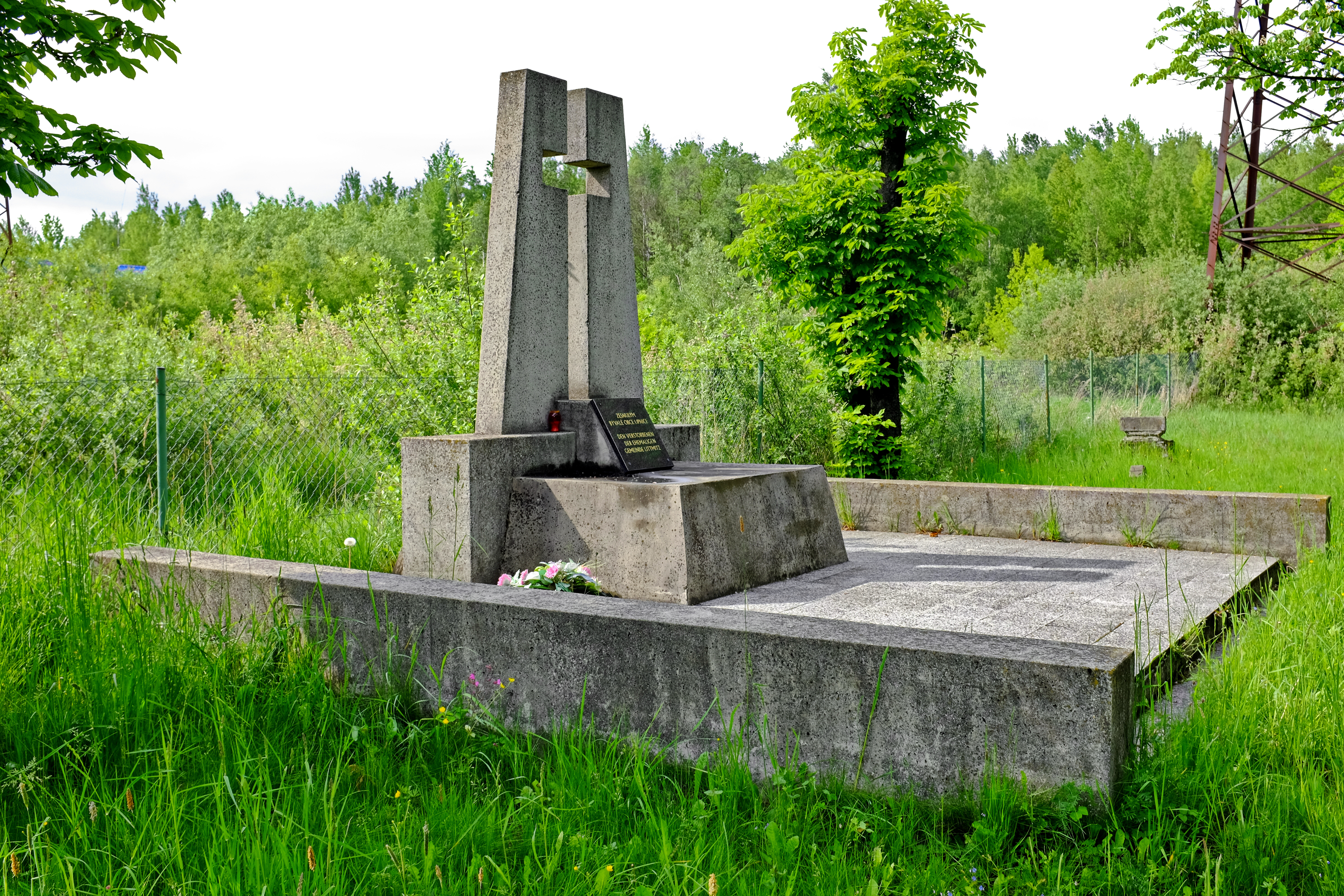
Denkmal

Lipnice (deutsch Littmitz, auch Litmitz) ist eine Wüstung in Tschechien. Sie liegt auf den Fluren der Gemeinde Vintířov im Okres Sokolov.

## Geographie und Wirtschaft
Lipnice befand sich in einer Höhenlage von etwa 470 m NN am Forellenbach. Der Ort lag am Übergang des westlichen Erzgebirges in die wellige Ebene des Falkenauer Beckens (Sokolovská pánev), etwa 13 Kilometer Luftlinie westlich von Karlsbad (Karlovy Vary) und gut sieben Kilometer nordwestlich von Elbogen (Loket), das an der Eger (Ohře) liegt.
Littmitz hatte am Vorabend des Ersten Weltkriegs etwa 1050 Einwohner, darunter etwa 80 Tschechen, ansonsten Deutsche. Damals befand sich hier eine vierklassige Schule, eine Kirche wurde erst 1937 eingeweiht. In der Gegend wurden Eisenvitriol, Wolfram und Braunkohle gefördert. Im Ort gab es ein Unternehmen, das Tongeschirr produzierte, eine Farbenfabrik und zwei Mühlen. Im aus dem 19. Jahrhundert stammenden Nachfolgegebäude eines Schlosses aus dem 16. Jahrhundert befand sich die Brauerei des Ortes.

## Geschichte

### Hohes Mittelalter
Der Name Littmitz deutet auf Bewohner slawischer Abstammung bei der Besiedlung des Gebiets hin. Vermutlich wurde der Ort vor dem 12. Jahrhundert gegründet und im 13. Jahrhundert von Deutschen besiedelt, die von König Ottokar II. von Böhmen zur Ansiedlung eingeladen worden waren. Diese Ansiedlung war ein Teil der mittelalterlichen deutschen Ostsiedlung, die wiederum als Teil einer weite Gebiete Europas umfassenden Erweiterung und Intensivierung von Siedlungs- und Landnutzungsflächen mithilfe zuziehender Bevölkerung zu betrachten ist. Wahrscheinlich ist es in Littmitz und im Elbogener Gebiet allgemein im Laufe des 13. Jahrhunderts zur Assimilierung der slawischen Bevölkerung an die zahlenmäßig größere Gruppe der deutschen Siedler gekommen.

### Bis zum Ende des 19. Jahrhunderts
Littmitz wurde in die Lehen der königlichen Burg Elbogen aufgenommen. Bis 1719 war Littmitz meist im Besitz wechselnder, belehnter Grundherren des niederen und mittleren Adels (Vorreiter, Vitzthum, Leutendorf, Nostitz). Im 16. Jh. hielten die Herren von Vitzthum den Ort, denen es die Stadt Elbogen 1592 abkaufte. Nach der Niederschlagung des Böhmischen Ständeaufstandes 1621 wurden die Ländereien – primär aus konfessionellen Gründen – beschlagnahmt und 1623 an Gottfried Heinrich Hertl von Leutensdorf übergeben. 1644 erwarb Graf Johann Hartwig von Nostitz die Siedlung, dessen Nachkommen es 1719 wieder an Elbogen veräußerten.
Mitte des 17. Jahrhunderts gab es in Littmitz ein Schloss, das den Grafen Nostitz gehörte und vermutlich den Charakter eines Jagdschlosses mit Verwaltungssitz für den Amt- und Hauptmann zu Littmitz hatte. Diesem war auch der Meierhof mit einer Brauerei und einer herrschaftlichen Schäferei zugeordnet. 1651 verzeichnet es 15 Bauern, einen Schmied, einen Müller und einen Schindelmacher, insgesamt 103 Einwohner.
Nach 1719 gehörte Littmitz bis 1850 der Stadt Elbogen, die den Ort durch einen Verwalter leiten ließ. Grund und Boden wurden an die Bewohner verpachtet, später verkauft. Im Jahre 1850 wurde Littmitz eine selbständige Gemeinde, die im Laufe des 19. Jahrhunderts durch Bergbau (Schwefelkies und Braunkohle) von einer vorwiegend landwirtschaftlichen zu einer industriell geprägten Gemeinde (Arbeiterbauerngemeinde) verändert wurde. Kirchlich gehörte Littmitz weiterhin zur Gemeinde Lanz (tschechisch Lomnice). In der zweiten Hälfte des 19. Jahrhunderts erlebte Littmitz zahlreiche Zuwanderungen von Arbeitskräften. So wuchs die Gemeinde von 450 Einwohnern im Jahr 1850 auf 1042 Einwohner im Jahre 1910. Seit 1895 gehörten auch Tschechen zu den Zuwanderern.

### Lipnice im 20. Jahrhundert
Der Erste Weltkrieg bedeutete infolge des Zusammenbruchs der Habsburgermonarchie, zu der Böhmen gehörte, und der Gründung der Tschechoslowakischen Republik eine erhebliche Zäsur in der sozialen Entwicklung von Littmitz. Die Zuzüge von Tschechen nach Littmitz nahmen zu. Ihr Bevölkerungsanteil betrug im Jahr 1921 8 Prozent – ein überdurchschnittlich hoher Anteil im Vergleich zum ganzen Egerland (etwa 5 Prozent), aber kleiner als der Anteil der Tschechen im ganzen Sudetengebiet (etwa 14 Prozent von insgesamt etwa drei Millionen Einwohnern; ohne die Gebiete von Brünn (Brno), Iglau (Jihlava) und Budweis (České Budějovice)), das sich im Wesentlichen auf die Randbereiche der Länder Böhmen, Mähren und Mährisch-Schlesien erstreckt. Der Anteil der tschechischen Bevölkerung von Littmitz veränderte sich nicht bis zum Jahre 1938, als nach dem Münchner Abkommen das Sudetenland und damit auch Littmitz Teil des Deutschen Reiches wurden.
Mit dem Ende des Zweiten Weltkriegs 1945 kam das Sudetenland wieder zur Tschechoslowakei. Durch die Beneš-Dekrete wurden die meisten Deutschen im Jahr 1946 aus Lipnice vertrieben. Ungefähr ein Drittel der etwa eintausend Einwohner wurde aber nicht vertrieben, weil nicht wenige Bergwerksbeschäftige und Facharbeiter wegen des Arbeitskräftebedarfs in der Tschechoslowakei von der Vertreibung ausgenommen wurden. Die Regierung der Tschechoslowakei förderte die Zuwanderung von Tschechen in die Gebiete, aus denen Deutsche vertrieben worden waren. Jedoch wanderten aus Lipnice in den 1960er Jahren immer mehr Einwohner ab, da der Braunkohletagebau an den Ort heranrückte und dadurch die Wohnqualität beeinträchtigt wurde. Die Bewohner wurden deswegen 1971 in die benachbarte Gemeinde Vintířov (Wintersgrün) und andere Orte umgesiedelt, die meisten der letzten deutschen Littmitzer konnten in die Bundesrepublik Deutschland aussiedeln.
Der Ort wurde wegen Braunkohlebergbaus (Tagebau) im Jahr darauf vollständig aufgegeben und alle Reste der Siedlung beseitigt. Auch fünf Nachbarorte fielen dem Bergbau zum Opfer: Albernhof (Alberov), Grasseth (Jehličná), Löwenhof (Lvov), Thein (Týn) und Waldl (Lesík). Schließlich wurde die Gemeinde Lipnice 1980 als Gebietskörperschaft aufgelöst und ihr Gebiet an die benachbarte Gemeinde Vintířov (Wintersgrün) angeschlossen. Die Tagebauförderung in diesem Gebiet war bereits vier Jahre vorher, 1976, eingestellt worden. Der Ort Lipnice wurde nachfolgend mit Abraum bedeckt. Das einzige, was von Lipnice übrig geblieben ist, ist der Friedhof, der in den 1970er Jahren verwüstet worden war, jedoch nach der politischen Wende in den 1990er Jahren soweit möglich wiederhergestellt wurde.

## Persönlichkeiten
- Wilfried Heller (* 1942 in Littmitz), deutscher Geograph und Hochschullehrer für Sozial- und Kulturgeographie